# مجانسات حوت ماكارا
مجانسات حوت ماكارا (الاسم العلمي: †Makaracetinae) هي أسرة من الثدييات المنقرضة تتبع فصيلة الحيتان الأولية من رتبة مزدوجات الأصابع.

## أجناس
- حوت ماكارا